# Žabonosy
Žabonosy è un comune della Repubblica Ceca facente parte del distretto di Kolín, in Boemia Centrale.

## Monumenti e luoghi d'interesse
- Chiesa di San Venceslao